# Tsushima (Aichi)
Tsushima (japanska: 津島市?, Tsushima-shi) är en japansk stad i prefekturen Aichi på den centrala delen av ön Honshū. Staden är belägen strax väster om Nagoya och ingår i denna stads storstadsområde. Tsushima fick stadsrättigheter 1947.. 